# Pterolophia pascoei
Pterolophia pascoei är en skalbaggsart som beskrevs av Stefan von Breuning 1938. Pterolophia pascoei ingår i släktet Pterolophia och familjen långhorningar. Inga underarter finns listade i Catalogue of Life.